# 富爾克三世 (安茹)

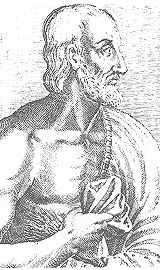
富爾克三世的畫像

富尔克三世（ 法語：Foulque Nerra，约970年—1040年），安茹伯爵，以建造中世纪城堡而知名，据估计富尔克三世在今法国卢瓦尔河谷地区建造了约100座城堡和修道院。他曾与布列塔尼、布卢瓦、普瓦图、阿基坦作战，统治期间四次前往耶路撒冷朝圣。

## 子女
1. 若弗魯瓦
2. 艾爾門加德